# 阿龍 (電影)
《阿龍》（英語：Atonement）是2025年的香港動作驚悚片，由鄭中基和胡耀輝聯合執導，鄭中基、傅舜盈、周秀娜和姜皓文主演。

## 故事
阿龍（鄭中基 飾）與八歲女兒螢螢（傅舜盈 飾）相依為命，因背負著前妻的賭債而生活潦倒，但積極樂觀的他從沒有抱怨半句，深信好人有好報。苦盡甘來，阿龍終於還清債務，並決定帶女兒去泰國旅遊，只可惜螢螢在旅程中被拐子集團擄走了。
痛失至親的阿龍徹底放棄以往信念，為了留下竟不惜與泰國華僑阿蘭（周秀娜 飾）再婚。兩年來他一直暗中打聽拐子集團的消息，不惜犧牲一切的阿龍，化身成雙手沾血的復仇者。最後他能夠重拾昔日的善念，大徹大悟；還是墜入萬劫不復的仇恨地獄呢？

## 角色
- 鄭中基 飾 阿龍
- 一位盡職盡責的父親。在一次泰國之旅中，女兒被拐子集團擄走。王龍失去了唯一的孩子後，變成了一個兇殘的復仇者。
- 傅舜盈 飾 瑩瑩
- 王龍的女兒，在與父親去泰國旅行時被拐子集團擄走。
- 周秀娜 飾 阿蘭
- 一個生活艱難的餐廳老闆，與王龍的相遇給她帶來了希望，直到有一天她發現了他的秘密…
- 姜皓文 飾 阿彈
- 在獄中建立了人脈網路，後來與獄友王龍結下了兄弟般的感情。

## 製作
- 電影在2018年5月煞科。

## 外部連結
- 香港影庫上《阿龍》的資料（繁體中文）
- 豆瓣电影上《阿龍》的資料 （简体中文）
- 互联网电影数据库（IMDb）上《阿龍》的资料（英文）